# Euxoa claricostata
Euxoa claricostata là một loài bướm đêm trong họ Noctuidae.